# Leichtathletik-Weltmeisterschaften 2009/Teilnehmer (Kasachstan)
| Gelbes Symbol für Goldmedaillen mit stilisierten Olympischen Ringen | Graues Symbol für Silbermedaillen mit stilisierten Olympischen Ringen | Braundes Symbol für Bronzemedaillen mit stilisierten Olympischen Ringen |
| ------------------------------------------------------------------- | --------------------------------------------------------------------- | ----------------------------------------------------------------------- |
| —                                                                   | —                                                                     | —                                                                       |

Der kasachische Leichtathletik-Verband stellte 14 Athleten bei den Leichtathletik-Weltmeisterschaften 2009 in Berlin.

## Ergebnisse

### Männer

#### Laufdisziplinen
| Athlet                | Disziplin   | Vorlauf | Vorlauf | Viertelfinale      | Viertelfinale      | Halbfinale         | Halbfinale         | Finale             | Finale             |
| Athlet                | Disziplin   | Zeit    | Platz   | Zeit               | Platz              | Zeit               | Platz              | Zeit               | Platz              |
| --------------------- | ----------- | ------- | ------- | ------------------ | ------------------ | ------------------ | ------------------ | ------------------ | ------------------ |
| Wiatscheslaw Murawjow | 200 m       | 21,48 s | 52      | nicht qualifiziert | nicht qualifiziert | nicht qualifiziert | nicht qualifiziert | nicht qualifiziert | nicht qualifiziert |
| Rustam Kuwatow        | 20 km Gehen |         |         |                    |                    |                    |                    | 1:28:47 h SB       | 36                 |

#### Sprung/Wurf
| Athlet               | Disziplin  | Qualifikation | Qualifikation | Finale             | Finale             |
| Athlet               | Disziplin  | Weite/Höhe    | Platz         | Weite/Höhe         | Platz              |
| -------------------- | ---------- | ------------- | ------------- | ------------------ | ------------------ |
| Sergei Zassimowitsch | Hochsprung | DNS           | DNS           | –                  | –                  |
| Konstantin Safronow  | Weitsprung | 7,54 m        | 39            | nicht qualifiziert | nicht qualifiziert |
| Jewgeni Ektow        | Dreisprung | 16,13 m       | 35            | nicht qualifiziert | nicht qualifiziert |

#### Zehnkampf
| Athlet        | Disziplin | 100 m      | Weit- sprung | Kugel- stoßen | Hoch- sprung | 400 m      | 110 m Hürden | Diskus- wurf | Stabhoch- sprung | Speer- wurf | 1500 m      | Punkte | Platz |
| ------------- | --------- | ---------- | ------------ | ------------- | ------------ | ---------- | ------------ | ------------ | ---------------- | ----------- | ----------- | ------ | ----- |
| Dmitri Karpow | Ergebnis  | 11,02 s SB | 6,86 m       | 15,27 m       | 2,05 m SB    | 49,45 s SB | 14,46 s SB   | 48,93 m      | 4,80 m           | 51,38 m     | 4:53,61 min | 7952   | 21    |
| Dmitri Karpow | Punkte    | 856        | 781          | 806           | 850          | 840        | 916          | 848          | 849              | 609         | 597         | 7952   | 21    |

### Frauen

#### Laufdisziplinen
| Athletin            | Disziplin    | Vorlauf | Vorlauf | Halbfinale         | Halbfinale         | Finale             | Finale             |
| Athletin            | Disziplin    | Zeit    | Platz   | Zeit               | Platz              | Zeit               | Platz              |
| ------------------- | ------------ | ------- | ------- | ------------------ | ------------------ | ------------------ | ------------------ |
| Marina Masljonko    | 400 m        | 54,38 s | 29      | nicht qualifiziert | nicht qualifiziert | nicht qualifiziert | nicht qualifiziert |
| Swetlana Tolstaja   | 20 km Gehen  |         |         |                    |                    | 1:40:41 h SB       | 32                 |
| Natalja Iwoninskaja | 100 m Hürden | 13,41 s | 29      | nicht qualifiziert | nicht qualifiziert | nicht qualifiziert | nicht qualifiziert |
| Tatjana Asarowa     | 400 m Hürden | 57,90 s | 30      | nicht qualifiziert | nicht qualifiziert | nicht qualifiziert | nicht qualifiziert |

#### Sprung/Wurf
| Athletin             | Disziplin  | Qualifikation | Qualifikation | Finale             | Finale             |
| Athletin             | Disziplin  | Weite/Höhe    | Platz         | Weite/Höhe         | Platz              |
| -------------------- | ---------- | ------------- | ------------- | ------------------ | ------------------ |
| Marina Aitowa        | Hochsprung | 1,92 m        | 13            | nicht qualifiziert | nicht qualifiziert |
| Jekaterina Jewsejewa | Hochsprung | 1,85 m        | 30            | nicht qualifiziert | nicht qualifiziert |
| Irina Litwinenko     | Dreisprung | 13,82 m       | 23            | nicht qualifiziert | nicht qualifiziert |
| Olga Rypakowa        | Dreisprung | 14,13 m       | 12            | 13,91 m            | 10                 |